# Dejan Aćimović
Dejan Aćimović (Čapljina, BIH, 20. svibnja 1963.) je hrvatski glumac i redatelj iz Bosne i Hercegovine.

## Životopis
Dejan Aćimović je 1986. godine završio Akademiju dramske umjetnosti u Zagrebu. Glumio je u mnogim kazališnim predstavama i filmovima. Svoj prvi igrani film "Je li jasno prijatelju?" režirao je 2000. osvojivši Zlatnu arenu za sporednu ulogu i scenografiju na Festivalu igranog filma u Puli.

## Uloge

### Nepotpun popis filmova
- Bal–Kan–Kan kao Mate Prkačin, (2005.)
- Diploma za smrt kao Božo, (1989.)
- Zlatne godine kao Stipe Bubalo, (1993.)
- Bogorodica kao Drago Vojković, (1999.)
- Četverored, (1999.)
- Je li jasno, prijatelju?, (2000.)
- Konjanik, (2003.)
- Remake, (2003.)
- Grbavica, (2006.)
- Duh u močvari kao Levay, (2006.)
- 72 dana kao Mile Rupić, (2010.)
- Neka ostane među nama kao Ćelavi, (2010.)
- Sonja i bik kao Stipov otac, (2012.)
- Halimin put kao Jovan, (2012.)
- Montevideo, vidimo se kao gradonačelnik Montevidea, (2014.)
- Ustav Republike Hrvatske kao Ante Samardžić, (2016.)
- Anka - redatelj i producent (s Tatjanom Aćimović), (2017.)

### TV serije
- "Putovanje u Vučjak" (1987.)
- "Zagrljaj" (1988.)
- "Novo doba" kao Zec (2002.)
- "Balkan Inc." kao Kuzma (2006.)
- "Crno-bijeli svijet" kao kapetan Hadžija (2015.)
- "Počivali u miru" kao Josip Koretić (2018.)
- "Kosti" kao Đuro Kovač (2020)
- "Dnevnik velikog Perice" kao direktor škole (2021.)
- "Metropolitanci" kao Josip Pavić (2022.)
- "Mrkomir Prvi" kao Boljko Tatić (2022.)

## Vanjske poveznice
- https://web.archive.org/web/20080529070100/http://dejanacimovic.com/